# Ruh (religione)
Ruh (روح) è un termine arabo che significa spirito. È il terzo dei sei centri sottili Lataif-e-sitta.

## Tredici fasi del Ruh placato
Per raggiungere Tajalliy-e-Ruh, il fedele deve raggiungere le seguenti tredici fasi.
1. Iradah o Incontro con Dio
2. Istiqamah o Lealtà sulla via di Dio
3. Haya o Vergogna nel commettere il male
4. Huriyyah o Libertà:  Ibrahim Bin Adham disse: "Un uomo libero abbandona il mondo prima di lasciarlo".  Yahya Bin Maz disse: "Coloro che servono la gente del mondo sono schiavi, ma coloro che servono la gente di Akhira, questi sono i liberi".  Abu Ali Daqaq disse: "Ricorda, la vera libertà è nella totale obbedienza. Infatti se qualcuno obbedisce totalmente a Dio, è libero dalla schiavitù di ciò che non è Dio"
5. Fatoot o Umanità: Abu Ali Daqaq disse: "L'Umanità consiste nell'essere continuamente al servizio degli altri. Questa fu raggiunta completamente dal solo Profeta Muhammed".
6. Hub o Amore per Dio
7. Aboodiyah o Sottomissione a Dio
8. Maraqiba o Completa concentrazione su Dio
9. Dua o Preghiera
10. Faqar o Rinuncia al materialismo
11. Tasawwuf o indossare abiti privi di significato materiale
12. Suhbat o Accompagnarsi coi virtuosi
13. Adab o Seguire il protocollo di rispetto coi meritevoli